# Lupemban
Das Lupemban (oder Lupembien) ist eine spätmittelpaläolithische (late Middle Stone Age) bis frühjungpaläolithische (Late Stone Age) Industrie in Zentralafrika (Kongobecken) und Angola sowie potentiell mit allerdings geringen, schlecht datierbaren Inventaren in Westafrika. Sie hat jedoch Spuren bis nach Südafrika und den Sudan hinterlassen.

Das Lupemban hat sich mit und aus dem Sangoan entwickelt und bildet mit diesem zusammen einen Komplex der sog. Waldlandgruppe (bezogen auf die heutige landschaftliche Ökosituation, denn während der letzten Jahrhunderttausende änderte sich das subsaharische Klima mehrmals entscheidend, wie man annimmt unter dem Einfluss verschiedener Kalt- und Warmzeiten der Nordhalbkugel und deren Interstadiale). Es wurde früher als sehr viel jünger eingestuft als heute, wo man einen Beginn für ca. 300.000 BP, also noch im Spätacheuléen ansetzt. Benannt ist der Technokomplex nach der Station Lupemba am Kasai in Angola. (Zur Fachterminologie mit den Unterscheidungen Komplex, Industrie und Inventar sowie der Werkzeugkategorien (modes) m1 bis m5 siehe Urgeschichtliche Terminologie und Systematik.)

## Periodisierung und Träger
Periodisierung: John Desmond Clark (im Band 1 seiner Cambridge History of Africa von 1982/89) und andere hatten bisher angenommen, das Lupemban sei vor allem eine Erscheinung des Jungpleistozäns und decke sich somit zeitlich vor allem mit der Eem-Warmzeit und der ersten Phase der Würm-Kaltzeit beziehungsweise mit deren potentiellen klimatischen Auswirkungen auf das subsaharische Afrika, also feuchter und wärmer zuerst, trockener und 6 Grad kälter danach.

Insgesamt hatte man anhand der Inventare besonders im Äquatorialbereich 3 Stadien des Lupemban unterschieden:
1. Ein Frühstadium oder unteres Lupemban vor 40.000 BP, als die klimatischen Folgen der Würm-Eiszeit die Regenwälder zugunsten von Savannen für etwa 70.000 Jahre zurückdrängten.
2. Als mittleres Stadium oder oberes Lupemban nach 40.000 BP.
Diese beiden Phasen mussten aus Datierungsgründen aufgegeben werden.
3. Bestand hat hingegen ein letztes Stadium, das man üblicherweise in zwei regional unterschiedliche Phasen unterteilt:
  1. Ein Komplex, der im äußersten Nordosten des Kongo-Beckens aus dem Bambata-Komplex entstanden sein könnte und um ca. 40/30.000 BP einsetzt, in etwa mit dem Beginn des Holozäns endet. Umweltbestimmend war hier die Savanne. Hauptfundstelle ist die Matupi-Höhle im Nordosten der Demokratischen Republik Kongo (vor 1997 Zaire).
  2. Ein Komplex am Ende des Mittelpleistozäns zwischen 19.000 und 10.000 BP in Sambia, der noch stärkere Lupembanzüge aufweist. Sein hoch entwickeltes Werkzeugrepertoire umfasst vor allem kleine, fein gearbeitete Spitzen, Levallois-Abschläge und Scheibenkerne sowie trapezoide Mikrobohrer bzw. Mikrospitzen für Pfeilschäftungen (petits tranchets). Er wird auch als Lupembo-Tschitolian bezeichnet. An Fundstätten im südlichen Kongobecken in dichter bewaldeten Flusstälern finden sich häufiger am Rücken abgestumpfte Mikrolithen, während Fundstätten auf weniger bewaldeten Plateaus eher größer, zweiseitig retuschierte Werkzeuge aufweisen, möglicherweise Hinweis auf umweltbedingt angepasste Jagdmethoden verschiedener Gruppen oder auch saisonal bedingt derselben Gruppe.[6]

Neue Bewertung: Wegen der viel weiter nach hinten gerückten Datierung auf ca. 300.000 BP mussten die Lupemban-Funde in den letzten Jahren völlig neu bewertet und Clarks bisherige Einteilung in drei Phasen im späten Mittelpaläolithikum und Jungpaläolithikum musste vor allem für die beiden ersten Phasen revidiert werden. Die klassischen Lupemban-Industrien werden danach inzwischen nicht mehr so sehr als Reflex bestimmter Umweltbedingungen, etwa der Auswirkungen der europäischen Würm-Warmzeit, gesehen, sondern vielmehr als lokale Manifestationen einer sehr weit verbreiteten technologischen Tradition, deren spezifischen Eigenschaften zumindest teilweise vom jeweils verfügbaren Material abhing. Umweltfaktoren mögen durchaus eine Rolle bei der Werkzeugtypologie gespielt haben als Rahmenbedingung für menschliche Aktivitäten und deren Möglichkeiten, die Umwelt mittels bestimmter Werkzeuge zu bewältigen. Inzwischen sieht man nicht nur das Lupemban als eine Art Mosaik, das aus Variationen im Rahmen eines weit gespannten Gesamtbildes besteht und weniger als Gegensatz zwischen den beiden klar definierten Kulturzonen Lupemban und Tschitolian, das derart ebenfalls mit seiner ja vor allem mikrolithisch bestimmten Inventaren in diesen Zusammenhang gehört. Neuere Forschungen haben denn auch sowohl die weite Verbreitung wie die Bedeutung der Lupemban-Industrien während der späten Phasen des Mittelpleistozäns und der frühen des Jungpleistozäns bestätigt. Die zentrale Rolle des einen Werkzeugtypes, der Blattspitze, bei der kulturellen Zuordnung ist damit ebenfalls obsolet. Vielmehr spielt das Lupemban nun eine kritische Rolle bei interregionalen Übergängen, etwa beim Übergang von einfachen groben Kernwerkzeugen zu den Mikrolithen des Tschitolian. Lupembanzüge finden sich daher selbst in Namibia, und auch das nordafrikanische Atérien könnte durchaus eine engere Verwandtschaft zu Lupembam aufweisen als mit weit verbreiteten europäischen oder levantinischen Levallois-Werkzeugtraditionen.
Träger: Möglicherweise handelt es sich hier ebenfalls zumindest in der frühen Phase noch um Vertreter des Homo rhodesiensis wie beim Sangoan, die damals noch weit über das subsaharische Afrika verbreitet waren und paläoanthropologisch als ein mögliches Bindeglied zwischen frühem Neandertaler und archaischem Homo sapiens interpretiert werden. Wahrscheinlich aber ist hier bereits eine frühe Form des anatomisch modernen Menschen (Homo sapiens) der Kulturträger, zumal man am ostafrikanischen Fundplatz Porc Epic bei Dire Dawa ein assoziiertes menschliches Unterkiefer mit fast schon moderner Form fand. Grundlage dieser späteren Datierung der Hominidenfunde von Broken Hill (heute Kabwe) sind neuere Aminosäuredatierungen der begleitenden Überreste der Säugetierfauna (Schlachtreste in der dortigen Höhle von 25 Großsäugern, von denen 5 inzwischen ausgestorbene Savannenformen waren), die sich in etwa mit dem Beginn der Eem-Warmzeit deckt. Wegen der vor allem in den Regenwaldgebieten kaum vorhandenen Hominidenfunde ist eine eindeutige Aussage hier aber kaum zu treffen. Zudem ist die Fundlage somatisch sehr heterogen, und es mischen sich Sapiens-Typen mit neandertaloiden Formen. Insbesondere im westlichen Kongobassin gibt es keine Hominidenfunde (das saure Milieu des Regenwaldboden löst Knochen auf), so dass der für das Lupemban und Tschitolian verantwortliche Menschentyp unklar bleibt. Gelegentlich wurde angenommen, der Typus sei näher an den heutigen, besonders dunkelhäutigen Bewohnern Westafrikas als an den Buschmännern (Khoisan) des Ostens und Südens, wobei man inzwischen allerdings weiß, dass die genetischen Unterschiede zwischen beiden Gruppen gar nicht so groß sind. Auch das Verhältnis zu den heutigen Pygmäen ist eher unklar; sie scheinen jedoch körperliche Elemente von beiden Gruppen aufzuweisen.

## Verbreitung, Datierung, Werkzeuginventar, Umwelt
Verbreitung: Das Lupemban ist zusammen mit dem Stillbay-Komplex südlich von Kapstadt und dem Pietersburg-Komplex in Transvaal (Name bis 1994, heute die vier nordöstlichen Provinzen Südafrikas) die hauptsächliche Ausprägung des Mittelpaläolithikums im subsaharischen Afrika. Gemeinsam ist diesen drei Technokomplexen das Auftreten flachretuschierter, blattspitzenartiger Geräte, die zwischen dreieckiger, ovaler herz- und mandelförmiger und symmetrisch-doppelspitziger Gestalt variieren. Sie fanden sich in großer Zahl bei Dundo in Nord-Angola, allerdings in sekundärer Lage in Flussschotter. Man nimmt allerdings an, dass ihr dortiges Vorkommen an bestimmte geologische Gegebenheiten gebunden ist, vor allem feinkörniges homogenes Material. Typologisch sind die Beziehung zu den älteren Faustkeilen des Acheuléen oft deutlich.

Angesichts der sehr viel früher anzusetzenden Chronologie des Lupemban und erst recht des Sangoan, kann man nicht mehr wie früher davon ausgehen, beide seien Kulturen vor allem der offenen Baumsavannen des subsaharischen Afrika gewesen mit dem Zentrum in Äquatorialafrika, als die dortigen Feuchtgebiete zeitweise trockener geworden seien und in den sich ausdehnenden Savannen neue Anforderungen an die Gerätetechnologie entstanden sei, selbst wenn man dem Sangoan eher noch wegen der potentiell für Holzbearbeitung geeigneten Geräte, etwa Picken (Gebrauchsspurenanalyse), auch dichtere Waldhabitate zuschrieb. Zumindest lässt sich aber nach wie vor feststellen, dass das Lupemban mit dem Sangoan wohl die Wurzeln im Spätacheuléen gemeinsam hat. Auch werden Umwelteinflüsse keineswegs in der neueren Forschung ausgeschlossen.

Für die Spätphase des Lupemban sind derartige Umwelteinflüsse eher nachweisbar. Vor allem Funde in Ostafrika, die dort zusammen mit dem hier sehr verbreiteten, mindestens 30.000 bis 45.000 Jahre alten Bambata-Komplex auftreten, zeigen möglicherweise aufgrund der paläozoologischen Belege solche Abhängigkeiten, die auf ein feuchteres Klima jener Zeit hindeuten. Befunde aus Somalia und Äthiopien erbrachten ähnliche Hinweise. Auch Funde nahe Khartum deuten in diese Richtung und könnten bedeuten, dass sich das Lupemban entlang des Tales des Weißen Nils bis in feuchtwarme Regionen erstreckte.

Das sudanesische Lupemban bzw. die dortigen analogen Inventare werden außerdem großräumig mit dem Khormusan Nordostafrikas in Verbindung gebracht, einer der letzten Kulturen des Later Stone Age, die um ca. 40/30.000 BP beginnt und um ca. 18/20.000 BP endet. Überdies kommen ähnliche Formen auch an anderen Fundstellen im Sudan vor (die Arkin-Fundstätte in Unternubien, dort das Stratum 5, wo Lupemban-artige Lanceolates gefunden wurden). Ähnlich in Ghana und in der Kalahari, die damals offenbar sehr viel bessere Lebensmöglichkeiten bot als heute und wo Lupemban-Werkzeuge zusammen mit Sangoan-Inventaren auftreten. Etwas spätere Inventare finden sich unter anderem zusammen mit Sangoan-Typen in Muguruk im westlichen Kenia sowie in Ruanda und Burundi.
Datierung und Umwelt: Das Lupemban hat weit früher begonnen als bisher angenommen, denn es gibt bei Mumbwa in Sambia und anderen Stellen (z. B. Twin Rivers bei Lusaka in Zentral-Sambia) Inventare mit Lupemban-Zügen, die möglicherweise zwischen 250.000 und 170.000 Jahre alt sein könnten. Doch schließt das Lupemban eigentlich an das Sangoan an, dessen Periodisierung allerdings inzwischen ebenfalls bis 250.000 BP und früher zurückverlagert wurde und in seinen Anfängen möglicherweise bis 400.000 BP zurück reicht.

Eine ähnlich alte, über einer Sangoan-Schicht stratigraphisch isolierte Lupemban-Schicht ist möglicherweise ebenfalls zwischen 250.000 und 170.000 Jahre alt, allerdings ist diese Stelle nun relativ und nicht absolut datierbar, da sie nicht in ungestörter Lage aufgefunden wurde, sondern in einer fluvialen Kiesschicht. Lokale pollenanalytische Befunde zeigen wie an vergleichbaren Fundstellen in Nord-Angola, dass sich das damalige Klima nicht sehr vom heutigen unterschied. Eine mindestens 300.000 Jahre alte Fundstelle bei Mwanganda in Nord-Malawi wird ebenfalls dem Lupemban zugeschrieben und enthält fast ausschließlich seitenretuschierte Abschläge mit einigen wenigen Kerngeräten. Einschränkend zu diesen frühen Datierungen muss aber gesagt werden, dass diese Inventaren meist in sekundärer Lage als Schwemmgut aufgefunden und dabei vermutlich mit anderen Typen vermischt wurden, so dass eine typologisch wie chronologisch sichere Zuordnung nicht gegeben bzw. möglich ist.

Einen gewissen Sonderfall stellen die Funde von Katanda am Semliki-Fluss nördlich des Edward-Sees nahe Ishango in der östlichsten Ecke der Kongo-Republik dar, für deren dem Lupemban von der m3-Gerätetypologie her entsprechenden Inventare ein indirekt abgeleitetes Alter zwischen 170.000 und 80.000 Jahren angenommen wird. Problematisch ist hier jedoch die Tatsache, dass im dortigen Geräteinventar auch fein gearbeitete, mit Widerhaken versehen Harpunenspitzen aus Knochen gefunden wurden, deren Entwicklung damit sehr viel früher anzusetzen wäre als die der europäischen Knochen-Harpunen mit löslicher Schaftspitze, deren Alter mit höchstens 15.000 Jahren bestimmt wurde. Auch die Entwicklung der Knochenbearbeitung wäre derart neu zu bestimmen. Die chronologische Einstufung dieser sog. Katanda-Harpunen ist zurzeit Gegenstand wissenschaftlicher Kontroversen.

Auch früher mit der Radiocarbon-Datierung, also an deren oberen Sicherheitsgrenze gemessene Werte, die zunächst zeitlich sehr spät zu datierend Inventare ergaben, mussten inzwischen nach modernen Uran-Thorium-Messungen in Verbindung mit datierten Befunden anderer Fundgebiete stark korrigiert werden. Bei einer der wichtigsten Fundstelle etwa, den Kalambo-Fällen, hatte sich zunächst Sequenz von 32.000 bis 27.500 BP ergeben. Inzwischen geht man aber davon aus, dass die zeitliche Untergrenze des Lupemban hier bei ca. höchstens 50.000 BP liegen dürfte und dass das Material hier zwischen 300.000 und 400.000 Jahre alt ist.
Werkzeuginventar: (Zur inventartypischen Periodisierung s. dort.) Das klassische Lupemban-Inventar ist vorwiegend in Levallois-Technik hergestellt. Kennzeichen sind zweiseitig flächenretuschierte Doppelspitzen, sog. Blattspitzen (Lanceolates), insgesamt sehr sorgfältig bearbeitete zweiseitige Steinartefakte. Darunter befinden sich die technisch hervorragendsten Erzeugnisse der paläolithischen Geräteherstellung Afrikas. Sie wurden wohl zum Teil als Messer gebraucht, größtenteils aber wohl als Lanzen- und Speerspitzen, zumal einige eindeutige Schäftungsmerkmale zeigen. Die Geräte sind eher klein. Sie umfassen neben den genannten Werkzeugen vor allem Stichel, Beile, Seitenschaber und Klingen, Rückenmesser sowie flache Scheiben, die vermutlich zur Holzbearbeitung eingesetzt wurden. Auch Kernbeile kommen vor, die denen des Sangoan gleichen. Die Spätphase des Lupemban geht dann insbesondere im Kongo-Gebiet in das Tschitolian über, der spätesten Phase des Congo Middle Paleolithic.

## Der Acheuléen/Sangoan-Lupemban-Tschitolian-Komplex
John Desmond Clark identifizierte in seiner zusammen mit John Donnelly Fage herausgegebenen „Cambridge History of Africa“ zwei Komplexe des Early/Middle und Late Stone Age: ein Sangoan-Lupemban und ein Lupembo-Tschitolian. Das Sangoan bildet dabei im subsaharischen Afrika zusammen mit dem nachfolgende Lupemban und dem daran anschließenden Tschitolian eine Kultursequenz Acheuléen/Sangoan – Lupemban – Tschitolian, denn sowohl Sangoan und Lupemban wie auch Lupemban und Tschitolian überlagern sich teilweise und ergeben so zwei ineinander greifende Komplexe, die sich zum Gesamtkomplex Sangoan-Lupemban-Tschitolian zusammenfügen.

Siehe dazu Sangoan sowie zum Sangoan-Lupemban- und Lupembo-Tschitolian-Komplex die einzelnen Hauptartikel.